# Diloma
Diloma is een geslacht van weekdieren uit de klasse van de Gastropoda (slakken).

## Soorten
- Diloma aethiops (Gmelin, 1791)
- Diloma aridum (Finlay, 1926)
- Diloma bicanaliculatum (Dunker, 1844)
- Diloma concameratum (W. Wood, 1828)
- Diloma coracinum (Philippi, 1851)
- Diloma durvillaea Spencer, B. A. Marshall & Waters, 2009
- Diloma nanum Gould, 1861
- Diloma nigerrimum (Gmelin, 1791)
- Diloma radula (Philippi, 1849)
- Diloma samoaense Schwabe & Barclay, 2003
- Diloma subrostratum (Gray, 1835)
- Diloma zelandicum (Quoy & Gaimard, 1834)